# Leonard Doob
Leonard William Doob (* 3. März 1909 in New York City; † 29. März 2000 in  Hamden) war ein US-amerikanischer Psychologe und Hochschullehrer, der zuletzt als emeritierter Sterling-Professor für Psychologie an der Yale University gearbeitet hat.

## Leben
Er erwarb 1929 einen B.A. am Dartmouth College und ein Jahr später einen M.A. an der Duke University. Von 1930 bis 1933 studierte er an der Universität Frankfurt in Deutschland, wo sein Interesse an Nachrichtenpropaganda später zu einer Dissertation über dieses Thema führte; danach lehrte er kurzfristig in Dartmouth und promovierte (Ph.D.) 1934 an der Harvard University. Im gleichen Jahr wurde er Professor an der Yale University und blieb dort bis zu seiner Emeritierung im Jahre 1977. Er wirkte hier als Vorsitzender des Yale Council on African Studies und als Leiter der Abteilung für Sozialstudien. Anschließend war er als Sterling Professor Emeritus für Psychologie in Yale tätig.

## Werk
In seiner Zeit an der Yale-Universität wurde von ihm in Zusammenarbeit mit John Dollard, Neal Miller und O. H. Mowrer die Frustrations-Aggressions-Hypothese zur Erklärung von aggressivem Verhalten entwickelt.
Doob war während des Zweiten Weltkriegs als Policy Coordinator der Overseas Branch des United States Office of War Information tätig. Hier war er maßgeblich an der Entwicklung, Anwendung und Verbesserung sozialwissenschaftlicher Methoden bei der Analyse von Propaganda beteiligt; nach ihm bestehen die wesentlichen Bestandteile erfolgreicher Propaganda aus den drei Elementen Wiederholung, kulturelle Kongruenz und Schmeichelei. Er hat aufgrund veröffentlichter und auch unveröffentlichter Teile von Joseph Goebbels Tagebuch dessen wichtigste Propagandagrundsätze zusammengefasst und analysiert. Er selbst war kein Befürworter von Propaganda, vielmehr betrachtete er Propaganda kritisch als eine Form der sozialen Kontrolle. Er erkannte ihre zunehmende Bedeutung als moderne Form der Machtausübung und wollte mit seinen Analysen das Bewusstsein für diese Form der Einflussnahme schärfen, um die Manipulation von Gesellschaft, Politik und Kultur zu minimieren.
Neben seiner Pioniertätigkeit auf dem Gebiet der Propaganda- und Kommunikationsforschung war er an dem Thema der Konfliktlösung engagiert. Hier wirkte er als Experte für die Anwendung psychologischer Prinzipien, um Menschen zu helfen, den Frieden in konfliktreichen Gebieten zu fördern. Dazu organisierte er Workshops zur Konfliktlösung in Nordirland, Zypern und Somalia.

## Ehrungen
- 1966: Mitglied der American Academy of Arts and Sciences
- Mitglied von Phi Beta Kappa
- Mitglied von Sigma Xi

## Privates
Er war verheiratet mit Eveline Bates und hatte drei Söhne, Anthony, Christopher und Nicholas. Anthony Doob ist Professor für Kriminologie an der University of Toronto. Christopher war von 1975 bis 2012 Professor für Soziologie an der Southern Connecticut State University. Nicholas ist ein Dokumentarfilmregisseur, Kameramann, Produzent und Cutter.

## Publikationen (Auswahl)
Monografien
- Download. Propaganda: Its psychology and techniques.  Holt, New York, NY 1935.
- Download. John Dollard; Leonard Doob; Neal Elgar Miller; Orval Hobart Mowrer; Robert R. Sears in Zusammenarbeit mit Clellan S. Ford; Carl Iver Hovland; Richard T. Sollenberger: Frustration and aggression.  Institute of human relations by Yale University Press, New Haven 1939.
- Public opinion and propaganda.  Holt, New York, NY 1948.

Zeitschriftenartikel
- Goebbels' Principles of Propaganda. The Public Opinion Quarterly, 1950, 14 (3), S. 419–442.
- Psychological research in nonliterate societies. American Psychologist, 1957, 12, S. 756–758.
- Eidetic imagery: A cross-cultural will-o'-the-wisp? Journal of Psychology: Interdisciplinary and Applied, 1966, 63, S.  13–34.
- The inconclusive struggles of cross-cultural psychology. Journal of Cross-Cultural Psychology, 1980, 11, S. 59–73.
- Avoiding an impression of ethno- and egocentrism. The Journal of Psychology, 1988, 122, S. 259–262.